# The Soul of Guilda Lois
The Soul of Guilda Lois er en britisk stumfilm fra 1919 af Frank Wilson.

## Medvirkende
- Violet Hopson som Guilda Lois
- Basil Gill som Julian Neave
- Cameron Carr som Paul Brian
- Richard Buttery som Dicky Tremayne
- Clifford Pembroke som Hardene